# Alan Rusbridger
Alan Charles Rusbridger, född 29 december 1953, är en brittisk journalist, rektor för Lady Margaret Hall vid Oxfords universitet och tidigare chefredaktör för dagstidningen The Guardian. Han blev chefredaktör 1995 efter tidigare arbete som reporter och kolumnist. Rusbridger ersattes i maj 2015 av Katharine Viner. Rusbridger är numera ordförande vid Reuters Institute for the Study of Journalism.